# Arenas Equestres de Hong Kong (Beas River e Sha Tin)

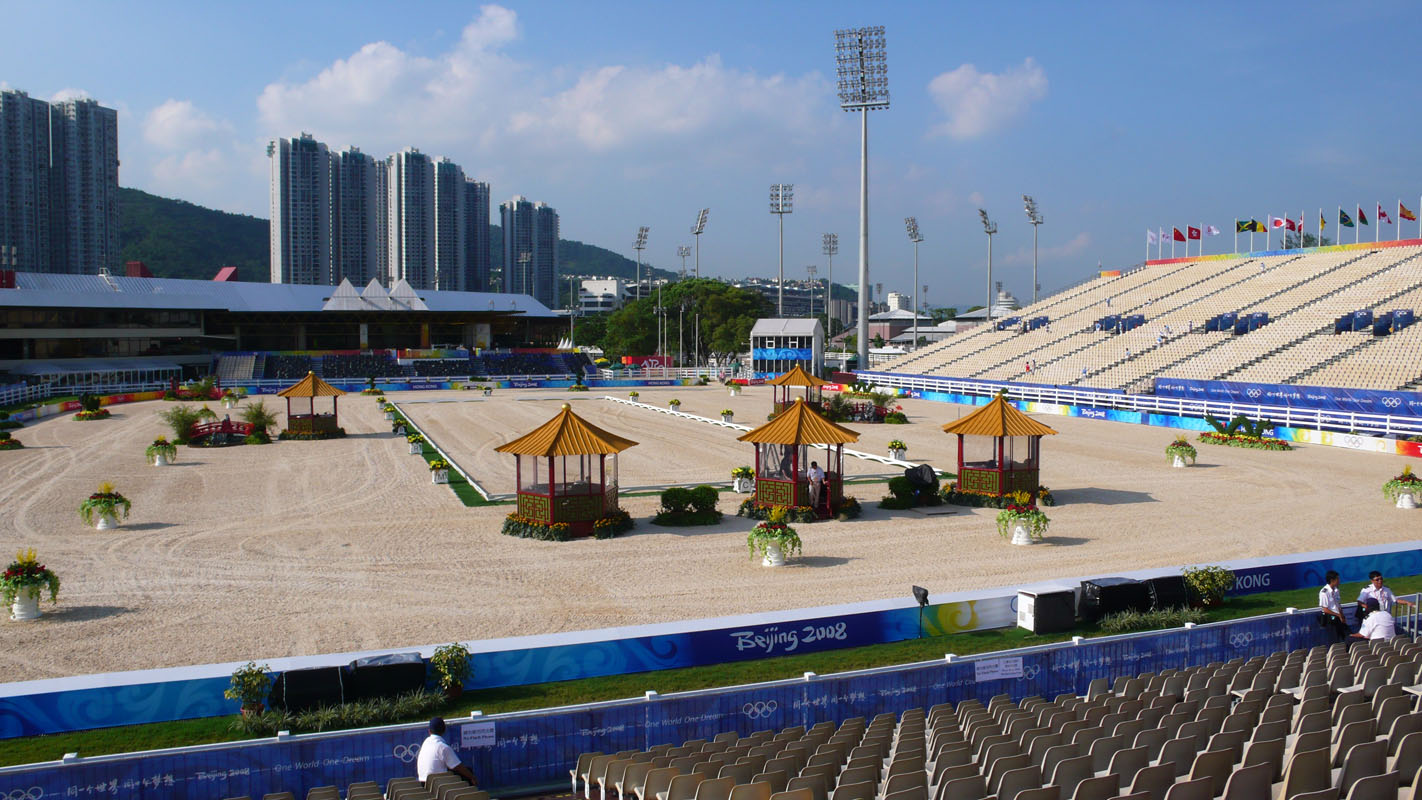
Arena de Saltos e Adestramento (Sha Tin)

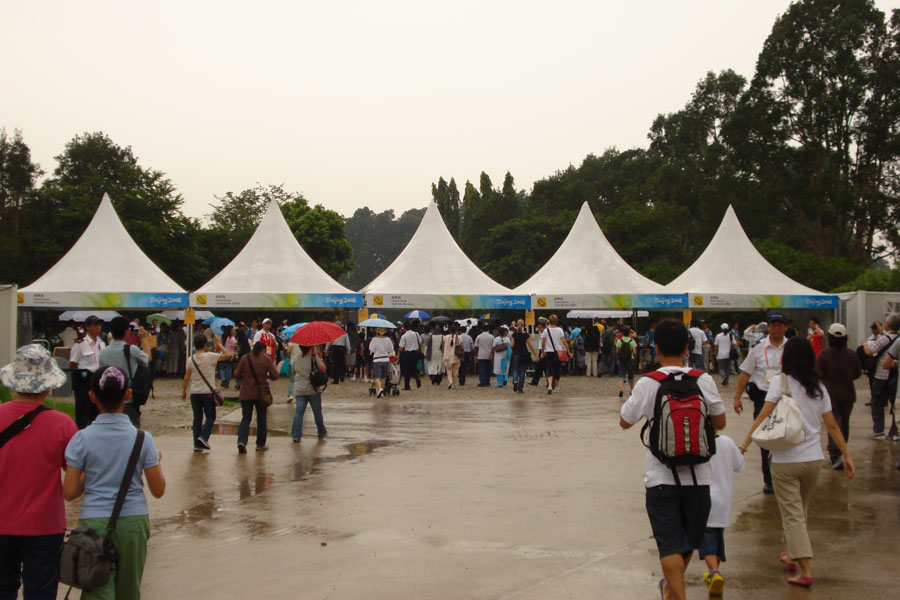
Sede do CCE (Beas River)

As Arenas Eqüestres de Hong Kong estão localizadas no Instituto de Esportes de Hong Kong em Sha Tin, Hong Kong. Nos Jogos Olímpicos de Verão de 2008, em Pequim, as competições de hipismo ocorreram em duas sedes: em Sha Tin, foram disputadas as provas de saltos e adestramento. Em Beas River, ocorreram as competições do concurso completo de equitação.
A Arena de Saltos e Adestramento (Sha Tin) tem 100x80 metros, piso de areia, e tem capacidade para 18.000 pessoas. Além da arena principal, há áreas para aquecimento e descanso para os cavalos, área VIP e prédio ao lado da arena (que foram usados como "quartel-general" da competição). Próximo à arena foi construído um estábulo para mais de 200 cavalos, e um estábulo separado para cavalos reservas.
A Sede do CCE (Beas River) foi construída a partir do Country Club Beas River, e adjacente ao Golf Club de Hong Kong. Uma pista temporária de 5,7 km de comprimento por 10 metros de largura foi construída. A instalação também inclui áreas para aquecimento e descanso e um estábulo para 80 cavalos.